# Sevigné
Sevigné ist eine Ortschaft mit 286 Einwohnern im Partido Dolores in der Provinz Buenos Aires.

## Verkehr
Sevigné liegt an der Bahnstrecke von La Constitución nach Mar del Plata und der Ruta Provincial 2.
Der örtliche Bahnhof wird einmal täglich in beide Richtungen angefahren.